# Eberhard Schaefer
Eberhard Schaefer (ur. 23 sierpnia 1924, zm. 9 kwietnia 1944) – niemiecki lotnik bombowy, służył podczas II wojny światowej.

## Życiorys
Urodził się w Magdeburgu (w dzielnicy Sudenburg), następnie jego rodzina przeprowadziła się do Detmold. Interesując się lotnictwem, ukończył w wieku 15 lat kurs szybowcowy. Podczas II wojny światowej, 1 grudnia 1941 ochotniczo zgłosił się do niemieckiego lotnictwa Luftwaffe. Po podstawowym szkoleniu w Detmold, w lutym 1942 trafił do szkoły oficerskiej w Dreźnie, którą ukończył uzyskując odznakę pilota 26 listopada 1942. W stopniu chorążego (Fähnrich) następnie do marca 1943 dalej szkolił się w Kołobrzegu (wówczas Kolberg).
Na początku czerwca 1943 Schaefer w stopniu podporucznika (Leutnant) został skierowany na front wschodni, do eskadry bombowej 5./KG51 (II. Gruppe) stacjonującej koło Rosławia w obwodzie smoleńskim. Latał tam jako pilot bombowca Junkers Ju 88 w misjach bojowych, w tym przeciwpartyzanckich. 18 września 1943]jego dywizjon został przeniesiony do Salonik w Grecji, bombardując cele na opanowanych przez aliantów wyspach Leros, Samos, Kos i Chios i atakując żeglugę. Za intensywną służbę - wykonanie w ciągu niecałych trzech miesięcy służby bojowej 110 lotów bojowych, w październiku nadano mu złotą odznakę latania operacyjnego (Frontflugspange). Został też odznaczony Krzyżem Żelaznym II (31 sierpnia 1943) i I klasy (26 września 1943).
30 listopada 1943 jednostka Schaefera powróciła na front wschodni, bazując w Kalinowce, następnie od stycznia 1944 w Zamościu. Jego jednostka 5./KG51 została przemianowana na 8./KG3, wchodząc teraz w skład III/KG3. Schaefer był wówczas oficerem operacyjnym dywizjonu III/KG3, w dalszym ciągu uczestnicząc w misjach bojowych przeciw nacierającym wojskom Armii Czerwonej. Załoga jego samolotu zniszczyła m.in. most na Dniestrze i zestrzeliła trzy samoloty radzieckie. 30 marca 1944 jego samolot został uszkodzony przez ogień przeciwlotniczy i lądował przymusowo koło Brodów, jednak załoga zdołała powrócić na teren niemiecki.
6 kwietnia 1944 podczas ataku bombowego z małej wysokości w rejonie Brodów, samolot Schaefera został ostrzelany z broni maszynowej i Schaefer został poważnie raniony w brzuch fragmentami pistoletu, który miał przy pasie, a który został rozbity radzieckim pociskiem. Mimo to, zdołał doprowadzić samolot z załogą na lotnisko w Zamościu i wylądować. 8 kwietnia ranny Schaefer został w szpitalu odznaczony Krzyżem Rycerskim Krzyża Żelaznego, jako prawdopodobnie najmłodszy jego kawaler w Luftwaffe (z datą nadania 7 kwietnia). Jednakże, 9 kwietnia 1944 zmarł w polowym szpitalu nr 608 w Zamościu.
Po śmierci, został obwołany bohaterem przez niemiecką propagandę i urządzono mu państwowy pogrzeb na terenie pomnika-mauzoleum Tannenberg-Denkmal, ostatecznie spoczął w Detmold. Promowano go też pośmiertnie do porucznika (Oberleutnant; z datą 1 kwietnia 1944). Podczas wojny odbył 156 misji bojowych, co było dużym osiągnięciem zważywszy na krótki okres służby.

## Odznaczenia
- Krzyż Rycerski Krzyża Żelaznego – 8 kwietnia 1944[1]
- Krzyż Żelazny I Klasy – 26 września 1943
- Krzyż Żelazny II Klasy – 31 sierpnia 1943